# Estación Concepción
Concepción es una estación de ferrocarriles ubicada en la comuna homónima y continuadora de la antigua Estación Central de Concepción. La estación se encuentra en el ramal San Rosendo-Talcahuano y es cabecera del ramal Concepción-Curanilahue.
Forma parte del servicio Biotrén, siendo construida en el año 2000; esta estación sirve de interconexión entre la línea 1 y línea 2 del servicio, además del Tren Talcahuano-Laja.
Desde 2005 es una estación intermodal con la construcción de tres bahías de buses que sirven de terminal para la línea Biobús, y que desde 2024 servirán para los buses destinados a Red Concepción de Movilidad.

## Historia

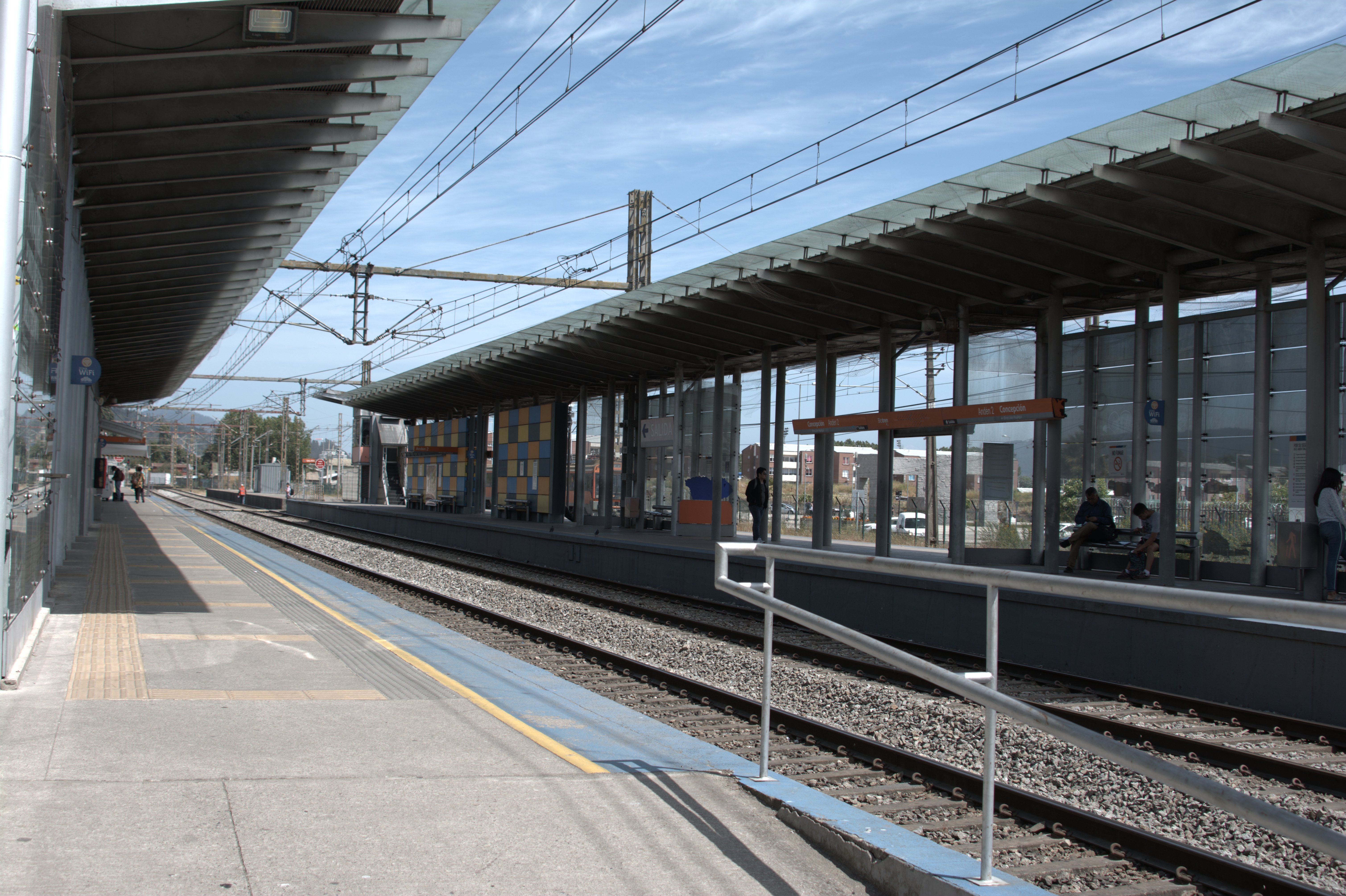
Andenes de la línea 1 del Biotren y del Tren Talcahuano-Laja, en la Estación Concepción, 2019

Fue construida en el año 2000, junto con sus patios, desplazados aproximadamente 120 m al sur del antiguo eje de la vía férrea. Su estructura es modular, fue pensada para servir provisionalmente en esa función, con características propias para el Biotrén y los servicios locales de trenes, mientras se proyectaba la construcción en un futuro de una estación definitiva. En un principio poseía dos andenes operativos para el corredor Talcahuano-Hualqui del Biotrén y los servicios del Regional Talcahuano-Renaico y el Automotor Nocturno Alameda-Talcahuano (vías 1 y 2). En el sector sur poseía un patio de cargas con dos vías (3 y 4). En el año 2005, en el marco del proyecto Biovías, se modificó su estructura, habilitándose el tercer andén, y electrificando la tercera vía. Además se le dotó de nueva boletería y torniquetes. Adicionalmente, se construyó un edificio que complementa sus funciones, y se encuentra en la vereda oriente de Avenida Padre Alberto Hurtado que alberga el CTC Concepción y el SCAT Biobío y abajo, con los andenes de llegada del servicio de Buses Integradores Biobús, la llegada de los buses de combinación del servicio ferroviario EFE Chillán, boleterías, sala de espera de Largo Recorrido y estacionamientos. Actualmente es una de las Estaciones Intermodales del Biotrén, es parte de la Línea 1 (L1) y la Línea 2 (L2) que cruza el Puente Ferroviario Biobío.
Se ubica en la comuna de Concepción (centro del Gran Concepción), en Avenida Padre Alberto Hurtado (Barrio Cívico), a cuadras del Paseo Peatonal y Bulevar Diego Barros Arana, además de la Plaza España, Barrio Estación, calle Ramón Freire, Avenida Arturo Prat y Avenida Libertador Bernardo O´Higgins. Luego de los fuertes temporales del 11 y 12 de octubre de 2006, se suspendió en algunos tramos los servicios del Biotrén, se suspendió el Regional Talcahuano-Renaico y el Automotor Alameda - Talcahuano. Unos días después se restableció el servicio en los tramos cortados del Biotrén y el servicio Talcahuano - La Laja. El servicio de combinación con TurBus terminó el 21 de agosto de 2006. A mediados de septiembre se restablece el servicio Talcahuano - Renaico. Desde el 20 de octubre, se ha establecido un nuevo servicio de combinación Concepción - Chillán, con la empresa Línea Azul.
El 29 de febrero de 2016 comienza a operar la Línea 2 del Biotrén hasta Coronel. Siendo esta última la Estación Terminal e Intermodal. Con lo que la comuna vuelve a contar con servicio de pasajeros.
Con el anuncio de las intenciones de construcción de una línea de metro en Concepción, se ha señalado que una de sus estaciones debiese ser una estación intermodal con esta estación de biotrén; esto para que exista un mejor flujo de pasajeros desde el ferrocarril interurbano con el centro de la comuna de Concepción.
Durante los meses de enero y febrero de 2020, EFE organizó 6 servicios entre estación Alameda en Santiago y la estación Concepción. El servicio tuvo detenciones intermedias en la estación de Yumbel y la estación de San Rosendo.

### Nueva infraestructura para Biotren

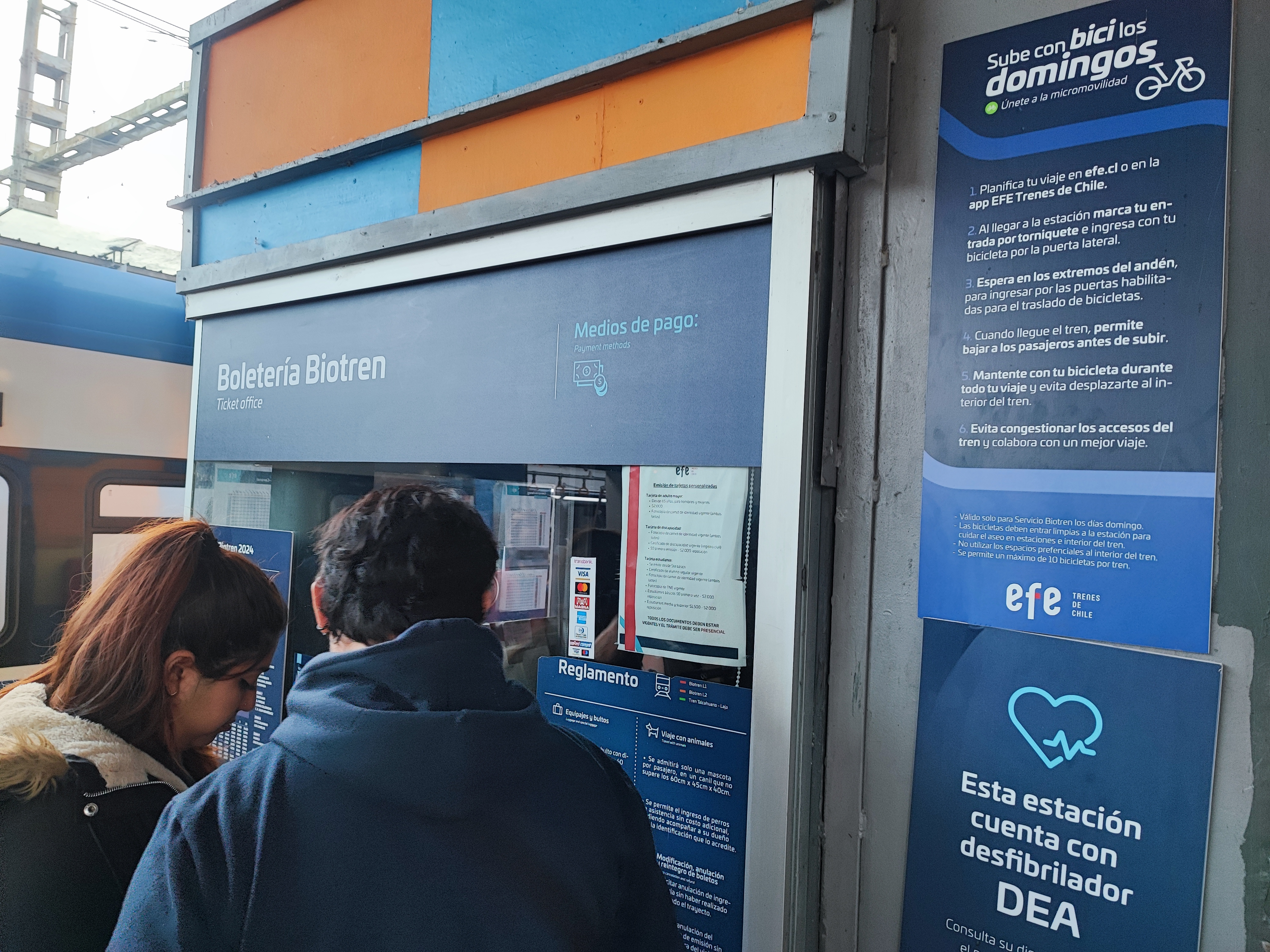
Boletería de la estación Concepción, 2024. Durante los fines de semana, es la única boletería con venta de Tarjetas Conecta, con las cuales se paga el pasaje del Biotren y del Tren Talcahuano-Laja.

La Empresa de los Ferrocarriles del Estado planea realizar mejoras significativas en la Línea 2 del Biotren, incluida la ampliación de esta estación. Este proyecto de mejoramiento está en línea con las solicitudes del municipio de Lota para avanzar la extensión del Biotrén hasta su comuna. Nelson Hernández, el gerente general de la filial de ferrocarriles del estado en la zona, explicó que el proyecto es complejo y abarca múltiples aspectos como sistemas eléctricos, señalización, incremento de andenes, compra de trenes y talleres.
Uno de los puntos clave del proyecto es la ampliación y mejora de la estación de Concepción para adaptarla a las crecientes necesidades de capacidad y confort. La iniciativa también está estudiando la posibilidad de un paso peatonal subterráneo en la Avenida Padre Hurtado. Este proyecto está incluido en el «Plan Más Movilidad» del Ministerio de Transportes y el Gobierno Regional, que tiene como objetivo concretar 22 proyectos de infraestructura y transporte público en un plazo de cinco años.
En términos financieros, EFE ha estimado una inversión de aproximadamente $2.800 millones en el estudio de prefactibilidad. El costo total para la extensión a Lota y todas las mejoras necesarias es de alrededor de $150.000 millones de pesos. El estudio de prefactibilidad se espera iniciar a comienzos de 2024, sujeto a la aprobación del Ministerio de Desarrollo Social.

#### Tren Concepción-Los Ángeles
En febrero de 2024, la Empresa de los Ferrocarriles del Estado anunció una licitación en la cual se estudia la prefactibilidad de un tren entre Concepción y Los Ángeles entre esta estación y estación Los Ángeles. Sin embargo, en abril el proyecto se declaró desierto. En mayo del mismo año comenzaron los estudios de impacto ambiental, además de describir este servicio como un "biotrén para Los Ángeles" que incluirá laq reconstrucción de la línea.

## Servicios

### Servicios a pasajeros
- Combinación con Buses:

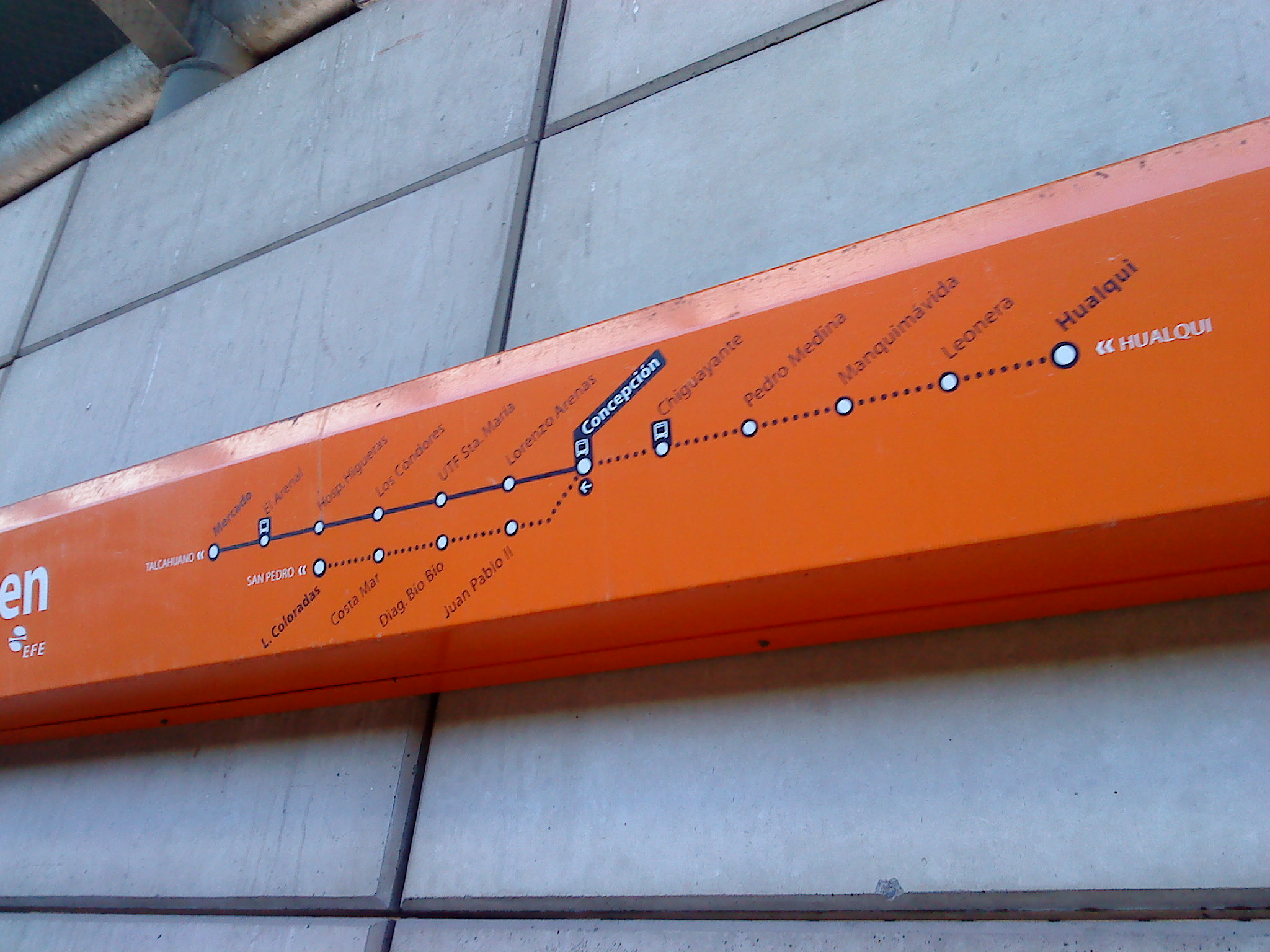
Mapa de estaciones del Biotrén en la estación Concepción, 2011.

  - Biobús, a través del boleto integrado
  - Buses Licitados del Gran Concepción
- Biobici
- Servicios a pasajeros:
  - Wifi
  - Baños
  - Bicicletero
  - Kiosco de alimentos.
  - Biblioteca/Sala de espera Vivatren

## Tiempos de recorrido
De Estación Concepción a:
- Estación Intermodal El Arenal: 25 Minutos
- Estación Intermodal Chiguayante: 10 Minutos
- Estación Terminal Hualqui: 30 Minutos
- Estación Terminal Mercado: 30 Minutos
- Estación Lomas Coloradas: 20 Minutos
- Estación Intermodal Coronel: 42 Minutos